# Cneu Egnácio
Cneu Egnácio (em latim: Gnaeus Egnatius; fl. século II a.C.) foi um oficial romano ativo durante o século II a.C.. Filho de Caio Egnácio, era um plebeu e membro da tribo Estelatina. Membro do senado, aparece pela primeira vez no registro histórico por volta de 149 a.C., quando aparece como testemunha sênior do senatus consultum enviado para Córcira. Foi eleito pretor em algum momento antes de 146 a.C., e depois disso foi nomeado como governador proconsular da recém-criada província da Macedônia, substituindo Quinto Cecílio Metelo Macedônico que havia acabado de pacificá-la.
Durante seu mandato como governador da Macedônia, Cneu Egnácio começou a construção da epônima Via Egnácia, iniciada em 146 a.C. e concluída em 120 a.C.. Sua porção da estrada romana começou no mar Adriático, cruzou o Pinto e viajou a leste na Macedônia Central, terminando em Salonica. Nada mais se sabe sobre seu mandato como governador, ou sua carreira subsequente.